# Darevskia dahli
Darevskia dahli es una especie de lagarto del género Darevskia, familia Lacertidae. Fue descrita científicamente por Darevsky en 1957.
Habita al norte de Armenia, al sur de la República de Georgia y en Ucrania.